# Юстіна Озга
Юстіна Озга (нім. Justine Ozga; нар. 31 січня 1988) — колишня німецька тенісистка.
Найвищу одиночну позицію світового рейтингу — 259 місце досягла 15 жовтня 2007, парну — 214 місце — 20 вересня 2010 року.
Здобула 2 одиночні та 8 парних титулів.

## Фінали ITF

### Одиночний розряд: 7 (2–5)
| Легенда         |
| --------------- |
| турніри $75,000 |
| турніри $50,000 |
| турніри $25,000 |
| турніри $10,000 |

| Фінали за покриттям |
| ------------------- |
| Тверде (2–3)        |
| Ґрунт (0–2)         |
| Трава (0–0)         |
| Килим (0–0)         |

| Результат | Ранг | Дата           | Турнір                                | Покриття | Суперниця               | Рахунок            |
| --------- | ---- | -------------- | ------------------------------------- | -------- | ----------------------- | ------------------ |
| Поразка   | 1.   | 19 червня 2005 | ITF Лас-Франкезас-дал-Бальєс, Іспанія | Тверде   | Естрелья Кабеса Кандела | 6–7(3–7), 6–4, 2–6 |
| Поразка   | 2.   | 16 жовтня 2005 | ITF Порту-Санту, Португалія           | Тверде   | Нікол Тейссен           | 6–7(4–7), 4–6      |
| Перемога  | 1.   | 5 Octcber 2008 | ITF Лас-Франкезас-дал-Бальєс          | Тверде   | Крісті Міллер           | 4–6, 6–3, 7–6(7–3) |
| Поразка   | 3.   | 26 лютого 2011 | ITF Портіман, Португалія              | Тверде   | Ані Міячика             | 4–6, 4–6           |
| Перемога  | 2.   | 19 лютого 2012 | ITF Портіман, Португалія              | Тверде   | Олена Бовіна            | 4–6, 6–1, 6–1      |
| Поразка   | 4.   | 7 квітня 2013  | ITF Торрент, Іспанія                  | Ґрунт    | Діна Пфіценмаєр         | 3–6, 1–6           |
| Поразка   | 5.   | 17 травня 2014 | ITF Зелена Гура, Польща               | Ґрунт    | Натела Дзаламідзе       | 6–7(5–7), 4–6      |

### Парний розряд: 21 (8–13)
| Легенда         |
| --------------- |
| турніри $75,000 |
| турніри $50,000 |
| турніри $25,000 |
| турніри $15,000 |
| турніри $10,000 |

| Фінали за покриттям |
| ------------------- |
| Тверде (4–6)        |
| Ґрунт (3–6)         |
| Трава (0–0)         |
| Килим (1–1)         |

| Результат | Ранг | Дата              | Турнір                                | Покриття   | Партнерка                 | Суперниці                                    | Рахунок            |
| --------- | ---- | ----------------- | ------------------------------------- | ---------- | ------------------------- | -------------------------------------------- | ------------------ |
| Перемога  | 1.   | 18 червня 2005    | ITF Лас-Франкезас-дал-Бальєс, Іспанія | Тверде     | Ганна Куерверс            | Сандія Нагарадж Свеня Вайдеманн              | 6–2, 6–2           |
| Поразка   | 1.   | 27 серпня 2005    | ITF Білефельд, Німеччина              | Ґрунт      | Андреа Зівеке             | Крістіна Барруа Коріна Перковіч              | 6–7(1–7), 3–6      |
| Перемога  | 2.   | 10 вересня 2005   | ITF Vessy, Швейцарія                  | Тверде     | Александра Кісль          | Ґеральдін Рома Ванесса Веллауер              | 6–2, 6–2           |
| Поразка   | 2.   | 13 травня 2006    | ITF Варшава, Польща                   | Ґрунт      | Уршуля Радванська         | Ірина Кузьміна Оксана Ужиловська             | 0–6, 1–6           |
| Поразка   | 3.   | 17 червня 2006    | ITF Ленцергайде, Швейцарія            | Ґрунт      | Кармен Клашка             | Нікола Франькова Луціє Кріґсманнова          | 2–6, 4–6           |
| Перемога  | 3.   | 26 серпня 2006    | ITF Білефельд, Німеччина              | Ґрунт      | Кармен Клашка             | Даніела Клеменшиц Сандра Клеменшиц           | 6–7(1–7), 6–3, 6–3 |
| Поразка   | 4.   | 16 вересня 2006   | ITF Гливиці, Польща                   | Ґрунт      | Кармен Клашка             | Вероніка Капшай Аріна Родіонова              | 4–6, 5–7           |
| Поразка   | 5.   | 6 липня 2007      | ITF Вальядолід, Іспанія               | Тверде     | Рія Сабай                 | Нурія Льягостера Вівес Аранча Парра Сантонха | 0–6, 2–6           |
| Поразка   | 6.   | 28 липня 2007     | ITF Ла-Корунья, Іспанія               | Тверде     | Андреа Сестіні Главачкова | Марина Еракович Мелані Саут                  | 1–6, 6–4, 4–6      |
| Поразка   | 7.   | 4 серпня 2007     | ITF Віго, Іспанія                     | Тверде     | Ріа Дернеманн             | Естрелья Кабеса Кандела Карла Суарес Наварро | 1–6, 6–4, 3–6      |
| Поразка   | 8.   | 26 липня 2008     | ITF Ле-Контамін, Франція              | Тверде     | Даріна Шеденкова          | Мервана Югич-Салкич Теодора Мирчич           | 1–6, 4–6           |
| Перемога  | 4.   | 21 листопада 2009 | ITF Ополе, Польща                     | Килим (i)  | Ана Йованович             | Людмила Кіченок Надія Кіченок                | 6–4, 6–4           |
| Перемога  | 5.   | 9 квітня 2010     | ITF Торгаут, Бельгія                  | Тверде (i) | Мона Бартель              | Гана Бірнерова Катерина Бичкова              | 7–5, 6–2           |
| Поразка   | 9.   | 11 червня 2010    | ITF Щецин, Польща                     | Ґрунт      | Вероніка Капшай           | Петра Цетковська Ева Грдінова                | 6–7(5–7), 3–6      |
| Поразка   | 10.  | 31 липня 2010     | ITF Віго, Іспанія                     | Тверде     | Софія Квацабая            | Анаїс Лорендон Анна Сміт                     | 3–6, 1–6           |
| Перемога  | 6.   | 14 серпня 2010    | ITF Коксейде, Бельгія                 | Ґрунт      | Ніколе Клеріко            | Лара Арруабаррена Марія Тереса Торро Флор    | 5–7, 6–4, 7–5      |
| Перемога  | 7.   | 30 липня 2011     | ITF Віго, Іспанія                     | Тверде     | Клаудія Джовіне           | Ванеса Фурланетто Аранса Салут               | 6–1, 6–3           |
| Поразка   | 11.  | 3 березня 2012    | ITF Брон, Франція                     | Тверде (i) | Ізабелла Шинікова         | Діана Марцинкевич Десіпна Папаміхаїл         | 5–7, 5–7           |
| Поразка   | 12.  | 7 вересня 2012    | ITF Алфен-ан-ден-Рейн, Нідерланди     | Ґрунт      | Корінна Дентоні           | Дьяна Бузян Даніелле Гармсен                 | 2–6, 0–6           |
| Перемога  | 8.   | 24 травня 2013    | ITF Касабланка, Марокко               | Ґрунт      | Анна Цая                  | Елиця Костова Сандра Заневська               | 6–4, 6–2           |
| Поразка   | 13.  | 22 лютого 2014    | ITF Альтенкірхен, Німеччина           | Килим (i)  | Клаудія Джовіне           | Каролін Даніелс Лаура Шедер                  | 6–1, 4–6, [7–10]   |